# Karmelklooster Drachten
Het karmelklooster was een klooster van de zusters Onze Lieve Vrouwe van de Berg Karmel aan de Burgemeester Wuiteweg in de Nederlandse plaats Drachten. Het in de trant van de Delftse School ontworpen klooster werd in verschillende fasen gebouwd en staat op de lijst van rijksmonumenten in Drachten

## Geschiedenis
Het Karmelklooster werd gesticht in 1935 door de karmelitessen, ook wel genoemd de 'orde zonder schoenen'. De regel grijpt terug op een regel uit 1226 maar werd in 1564 hervormd. Doel was om door gebed en boete te komen tot vereniging met God en de gebedsintensiteit van de kerk te verhogen. De karmelitessen verdienden geld door het bakken van hosties, tricotage en lingeriearbeid en aalmoezen. Er zijn enkele publicaties over geestelijk leven en kunstzinnig tekenwerk.
Een volledig kloostergebouw kon niet in één keer bekostigd worden. In 1936 werd het eerste deel, de oostelijke vleugel, gerealiseerd. Deze oudste vleugel ligt met de voorzijde naar de Burgemeester Wuiteweg gekeerd en heeft van oudsher een publieke functie. In 1946 kwam de zuidelijke vleugel met kapel tot stand; in 1954 en 1955 ten slotte de noordelijke en de westelijke vleugels. Ondanks de gefaseerde bouw van het klooster vormt het een eenheid omdat het ontwerp voor het geheel reeds in 1936 door architect A. (Arjen) Witteveen uit Leeuwarden geconcipieerd was. Het is uitgevoerd door aannemers Doedens en Schilder uit 't Zand (Noord-Holland). Het bouwplan voor de derde bouwfase - 1954/'55, na de dood van A. Witteveen - heeft diens opvolger J.J.W. van Oerle verder uitgewerkt en voltooid. In de hal van het klooster bevindt zich een gedenksteen in de muur waarop o.a. vermeld staat dat het klooster tussen 1936 en 1956 is gebouwd.
De entree van het klooster bevindt zich in de oudste oostelijke vleugel. Een grindpad en brede grasstrook met beuken en berken wordt aan de voorzijde van de weg gescheiden door een brede heg. Aan de overige drie zijden wordt het klooster omgeven door een kloostermuur met nissen aan de tuinzijde ten behoeve van de kruiswegstatie. De ommuurde kloostertuin bestaat uit twee delen; oorspronkelijk was het ene deel tuin met boomgaard, het andere deel deed oorspronkelijk dienst als moestuin. Beide bestaan nu uit een gazon met enkele fruitbomen in bloemenborders. Rondom staan berken en beuken, achter in de tuin is een kleine begraafplaats. De gesloten kloosterhof binnen het carrévormige klooster wordt omgeven door een kloosteromgang, welke tevens de vier vleugels met elkaar verbindt.

### Cultureel gebruik
Tot 6 augustus 1993 was het Karmelklooster in gebruik als klooster. Het echtpaar Hofstra kocht het unieke gebouw in 1993 van de zusters Karmelitessen met de insteek om het voor Noord-Nederland te bewaren en sindsdien werd het gebruikt als expositieruimte voor beeldende kunst, voor concerten, lezingen en als trouwlocatie.

### Onderkomen voor mensen met dementie
In de zomer van 2021 komt na vele bijeenkomsten, concerten, lezingen, voorstellingen en 31 tentoonstellingen een eind aan de periode van cultureel gebruik van het Karmelklooster. Het gebouw is verkocht en krijgt een nieuwe bestemming als (woon)plek voor mensen met dementie. Er komen 32 kamers in het complex, dat ook wordt uitgebreid. Qua vooraanzicht zal het gebouw niet veranderen, de kruisgangen blijven gehandhaafd.

## Indeling
In het midden van de carrévorm is een kloostertuin. Andere ruimtes zijn: 
- de vogeltjeskamer, hierin namen vrouwen die in het klooster gingen afscheid van de familie. De ruimte kwam aan haar naam door de vogeltjes op de Makkumer tegeltjes.
- In de hostiezaal is een bibliotheek met naslagwerken.
- De refter met uitzicht op de binnentuin.
- studiezaal.
- muziekkamer, hierin konden de zusters destijds naar muziek luisteren. Het biedt uitzicht op de ommuurde tuin.
- de kapel en de kleine salon (gebruikt als trouwlocatie).